# How 'Bout Us
"How 'Bout Us" is een single van de R&B-muziekgroep Champaign uit 1981.
Het is het titelnummer van het gelijknamige album. Het nummer is gecombineerd door de toetsenist van de band, Dana Walden. Het nummer werd oorspronkelijk uitgebracht in 1975 door een voorloper van de band, de Water Brothers Band geheten.
Het nummer werd wereldwijd een grote hit. Zowel in Nederland als Vlaanderen bereikte het de eerste positie en werd het de meest succesvolle single van 1981. In Nieuw-Zeeland werd de vierde positie bereikt, in het Verenigd Koninkrijk plek 5 en in de Billboard Hot 100 plek 12. 

## Hitnoteringen

### Nederlandse Top 40
| Hitnotering: 11-04-1981 t/m 15-08-1981 | Hitnotering: 11-04-1981 t/m 15-08-1981 | Hitnotering: 11-04-1981 t/m 15-08-1981 | Hitnotering: 11-04-1981 t/m 15-08-1981 | Hitnotering: 11-04-1981 t/m 15-08-1981 | Hitnotering: 11-04-1981 t/m 15-08-1981 | Hitnotering: 11-04-1981 t/m 15-08-1981 | Hitnotering: 11-04-1981 t/m 15-08-1981 | Hitnotering: 11-04-1981 t/m 15-08-1981 | Hitnotering: 11-04-1981 t/m 15-08-1981 | Hitnotering: 11-04-1981 t/m 15-08-1981 | Hitnotering: 11-04-1981 t/m 15-08-1981 | Hitnotering: 11-04-1981 t/m 15-08-1981 | Hitnotering: 11-04-1981 t/m 15-08-1981 | Hitnotering: 11-04-1981 t/m 15-08-1981 | Hitnotering: 11-04-1981 t/m 15-08-1981 | Hitnotering: 11-04-1981 t/m 15-08-1981 | Hitnotering: 11-04-1981 t/m 15-08-1981 | Hitnotering: 11-04-1981 t/m 15-08-1981 | Hitnotering: 11-04-1981 t/m 15-08-1981 | Hitnotering: 11-04-1981 t/m 15-08-1981 |
| Week                                   | 1                                      | 2                                      | 3                                      | 4                                      | 5                                      | 6                                      | 7                                      | 8                                      | 9                                      | 10                                     | 11                                     | 12                                     | 13                                     | 14                                     | 15                                     | 16                                     | 17                                     | 18                                     | 19                                     |                                        |
| -------------------------------------- | -------------------------------------- | -------------------------------------- | -------------------------------------- | -------------------------------------- | -------------------------------------- | -------------------------------------- | -------------------------------------- | -------------------------------------- | -------------------------------------- | -------------------------------------- | -------------------------------------- | -------------------------------------- | -------------------------------------- | -------------------------------------- | -------------------------------------- | -------------------------------------- | -------------------------------------- | -------------------------------------- | -------------------------------------- | -------------------------------------- |
| Nummer                                 | 33                                     | 19                                     | 16                                     | 12                                     | 8                                      | 5                                      | 2                                      | 1                                      | 1                                      | 1                                      | 1                                      | 1                                      | 1                                      | 1                                      | 1                                      | 8                                      | 10                                     | 24                                     | 36                                     | uit                                    |

### Nationale Hitparade
| Hitnotering: 18-04-1981 t/m 05-09-1981 | Hitnotering: 18-04-1981 t/m 05-09-1981 | Hitnotering: 18-04-1981 t/m 05-09-1981 | Hitnotering: 18-04-1981 t/m 05-09-1981 | Hitnotering: 18-04-1981 t/m 05-09-1981 | Hitnotering: 18-04-1981 t/m 05-09-1981 | Hitnotering: 18-04-1981 t/m 05-09-1981 | Hitnotering: 18-04-1981 t/m 05-09-1981 | Hitnotering: 18-04-1981 t/m 05-09-1981 | Hitnotering: 18-04-1981 t/m 05-09-1981 | Hitnotering: 18-04-1981 t/m 05-09-1981 | Hitnotering: 18-04-1981 t/m 05-09-1981 | Hitnotering: 18-04-1981 t/m 05-09-1981 | Hitnotering: 18-04-1981 t/m 05-09-1981 | Hitnotering: 18-04-1981 t/m 05-09-1981 | Hitnotering: 18-04-1981 t/m 05-09-1981 | Hitnotering: 18-04-1981 t/m 05-09-1981 | Hitnotering: 18-04-1981 t/m 05-09-1981 | Hitnotering: 18-04-1981 t/m 05-09-1981 | Hitnotering: 18-04-1981 t/m 05-09-1981 | Hitnotering: 18-04-1981 t/m 05-09-1981 | Hitnotering: 18-04-1981 t/m 05-09-1981 | Hitnotering: 18-04-1981 t/m 05-09-1981 |
| Week                                   | 1                                      | 2                                      | 3                                      | 4                                      | 5                                      | 6                                      | 7                                      | 8                                      | 9                                      | 10                                     | 11                                     | 12                                     | 13                                     | 14                                     | 15                                     | 16                                     | 17                                     | 18                                     | 19                                     | 20                                     | 21                                     |                                        |
| -------------------------------------- | -------------------------------------- | -------------------------------------- | -------------------------------------- | -------------------------------------- | -------------------------------------- | -------------------------------------- | -------------------------------------- | -------------------------------------- | -------------------------------------- | -------------------------------------- | -------------------------------------- | -------------------------------------- | -------------------------------------- | -------------------------------------- | -------------------------------------- | -------------------------------------- | -------------------------------------- | -------------------------------------- | -------------------------------------- | -------------------------------------- | -------------------------------------- | -------------------------------------- |
| Nummer                                 | 44                                     | 28                                     | 23                                     | 10                                     | 7                                      | 2                                      | 1                                      | 1                                      | 1                                      | 1                                      | 1                                      | 2                                      | 1                                      | 1                                      | 6                                      | 10                                     | 11                                     | 18                                     | 36                                     | 43                                     | 45                                     | uit                                    |

### NPO Radio 2 Top 2000
| Nummer met noteringen in de NPO Radio 2 Top 2000 | '99  | '00  | '01  | '02  | '03  | '04  | '05  | '06  | '07  | '08  | '09 | '10  |
| ------------------------------------------------ | ---- | ---- | ---- | ---- | ---- | ---- | ---- | ---- | ---- | ---- | --- | ---- |
| How 'Bout Us                                     | 1131 | 1212 | 1594 | 1563 | 1450 | 1565 | 1610 | 1360 | 1658 | 1511 | -   | 1929 |

1. ↑  Een '-' betekent dat het nummer niet was genoteerd en een vetgedrukt getal geeft de hoogste notering aan.
2. ↑  Deze tabel is bijgewerkt tot en met de laatste editie (2024).